# Józef Żymierski
Józef Bronisław Żymierski, właśc. Łyżwiński (ur. 2 października lub 6 listopada 1902 w Krakowie, zm. w lutym 1982 w Poznaniu) – oficer artylerii Wojska Polskiego II RP i pułkownik dyplomowany Sił Zbrojnych Polskiej Rzeczypospolitej Ludowej.

## Życiorys
Urodził się 2 października lub 6 listopada 1902. Był synem urzędnika kolejowego Wojciecha Łyżwińskiego i Marii z domu Buczek. Zaczął posługiwać się nazwiskiem Żymierski po tym, gdy jego brat Jan zamordował kierownika księgarni Gebethner i Wolff (zmiany nazwiska dokonał także jego brat Michał (1890–1989, również późniejszy oficer Wojska Polskiego II RP i PRL, marszałek Polski). Od 1910 do 1922 kształcił się w gimnazjum o profilu matematyczno-przyrodniczym w Krakowie. Jesienią 1923 został przyjęty do Wojska Polskiego. Od 1924 do 1926 kształcił się w Oficerskiej Szkole Artylerii w Toruniu. Został awansowany do stopnia podporucznika artylerii ze starszeństwem z dniem 15 sierpnia 1926. W 1928 był oficerem 28 pułku artylerii polowej w Dęblinie. Został awansowany do stopnia porucznika artylerii ze starszeństwem z dniem 15 sierpnia 1928. W 1932 służył w 7 dywizjonie artylerii konnej w Poznaniu. Od 1932 do 1935 studiował na Wydziale Ekonomii Uniwersytetu Poznańskiego. Od października 1935 do października 1936 służył w Centrum Wyszkolenia Broni Pancernych w Modlinie. Później został dowódcą kompanii w poznańskim 1 batalionie pancernym.
Po wybuchu II wojny światowej brał udział w kampanii wrześniowej na stanowisku dowódcy Szwadronu Samochodów Pancernych Typ A Nr 21 i zastępcy dowódcy 21 dywizjonu pancernego w składzie Armii „Łódź”. Następnie, według jednego źródła przedostał się na Węgry, gdzie był internowany, zaś według innego przedostał się do Francji, skąd miał usiłować wrócić do okupowanej Polski. Został aresztowany przez Sowietów, był osadzony we Lwowie i Moskwie, po czym został zesłany w głąb ZSRR. Tam po zawarciu układu Sikorski–Majski wstąpił w listopadzie 1941 do Armii Polskiej na Wschodzie gen. Władysława Andersa. Był zastępcą dowódcy batalionu czołgów w 5 Dywizji Piechoty oraz zastępcą dowódcy pułku do spraw rozpoznania w 7 Dywizji Piechoty. Podczas wojny służył w 2 Korpusie Polskich Sił Zbrojnych na Zachodzie w stopniu kapitana. Po zakończeniu wojny od połowy 1945 do połowy 1946 przebywał w Egipcie.
Powrócił do Polski i został oficerem ludowego Wojska Polskiego. W 1946 był w stopniu podpułkownika. W tym roku był zastępcą szefa sztabu do spraw operacyjnych w Dowództwie Wojsk Pancernych i Zmotoryzowanych. Awansowany do stopnia pułkownika. Od 1946 do 1949 sprawował stanowisko komendanta Oficerskiej Szkoły Broni Pancernej (w toku przenosin: Modlin, Chełm, Poznań). Od lipca 1949 do kwietnia 1950 był komendantem Centrum Wyszkolenia Kwatermistrzowskiego w Poznaniu. Po przeniesieniu do rezerwy był zatrudniony w Zjednoczeniu Budownictwa Miejskiego w Poznaniu na stanowisku głównego mechanika. Został aresztowany 20 marca 1953 w Warszawie i bez podstawienia zarzutów osadzony w warszawskim więzieniu mokotowskim. Wyszedł na wolność w styczniu 1955. Od końca 1956 był pracownikiem Przedsiębiorstwa Robót Elewacyjnych Budownictwa Miejskiego. Od końca 1956 został przyjęty do Wojska Polskiego. Od tego czasu do października kształcił się  w Akademii Sztabu Generalnego. Od 1959 do 1963 pełnił funkcję zastępcy do spraw liniowych 3 Korpusu Obrony Przeciwlotniczej.
Zmarł w lutym 1982 w Poznaniu. Został pochowany na Cmentarzu Junikowo w Poznaniu w Alei Zasłużonych. Jego żoną była Halina z domu Duszanka (podczas wojny także służąca w 2 Korpusie PSZ), z którą miał córkę Danutę.

## Odznaczenia i ordery
- Order Krzyża Grunwaldu III klasy (20 grudnia 1946)[12]
- Krzyż Kawalerski Orderu Odrodzenia Polski (20 grudnia 1946)[13]
- Krzyż Walecznych (przed 1932)